# Гора Крузенштерна
Не следует путать с горой Крузенштерн, расположенной на острове Сахалин.
Гора Крузенштерна — гора на Северном острове Новоземельского архипелага, высочайшая точка Архангельской области, высота над уровнем моря — 1547 м.

## Открытие
Впервые гора была нанесена на карту в 1820-х годах арктическим исследователем Фёдором Литке (1797—1882) во время его исследований Новой Земли. Она была названа в честь адмирала Российского флота Ивана Крузенштерна (1770—1846).[3] Название горы, должно быть, было известно советским топографам, но по неизвестным причинам оно было пропущено на картах СССР, напечатанных в середине XX века.

## Описание горы
Гора Крузенштерна высотой 1547 метров расположена недалеко от залива Норденшёльда. Это очень высокая вершина, которая возвышается на западном краю ледяной шапки острова Северный, к северу от истока ледника Глазова.